# Kloster Gnadenberg

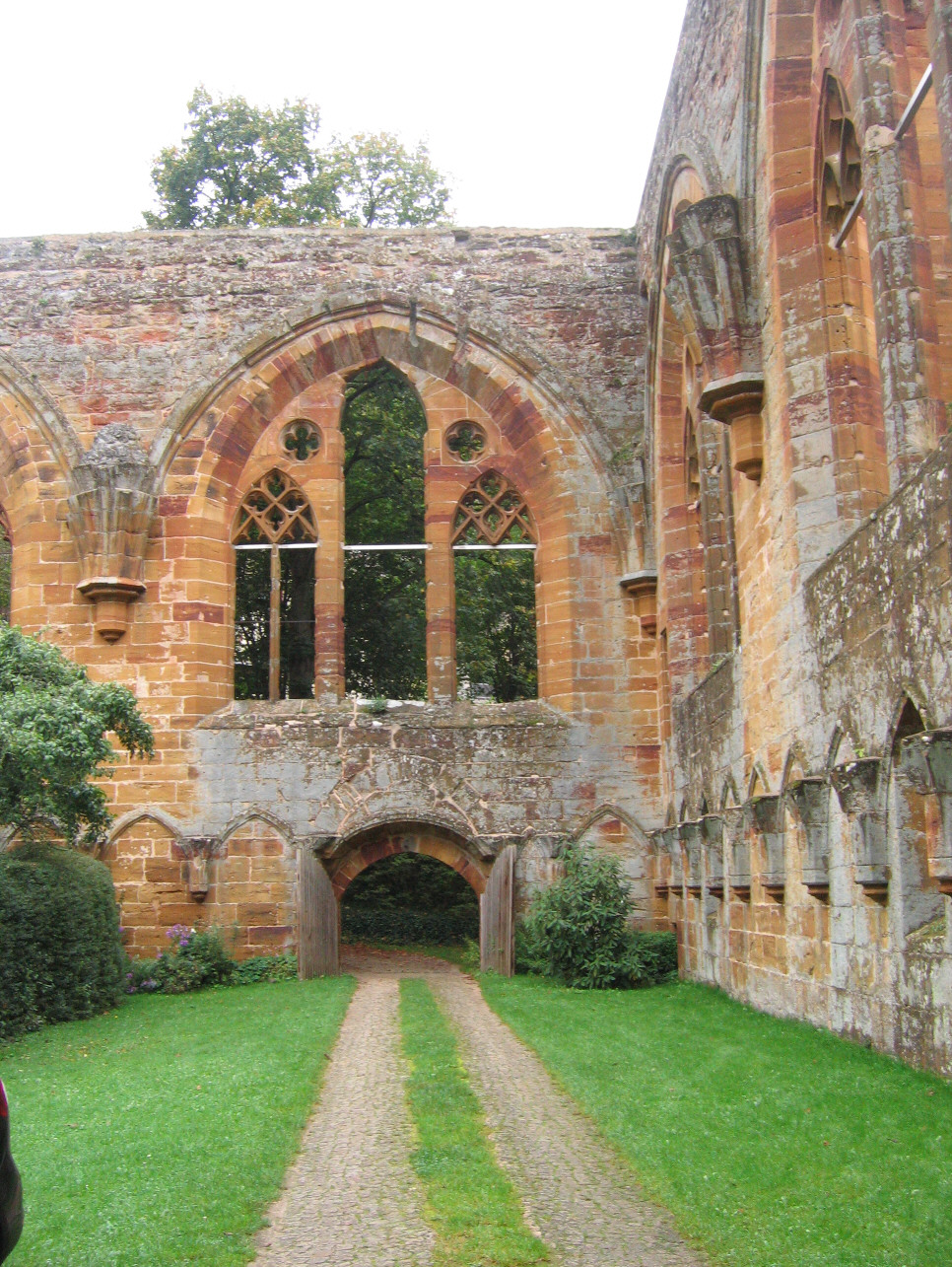
En del av klosterruinen Gnadenberg

Kloster Gnadenberg var ett birgittinkloster mellan Altdorf och Nürnberg, grundat 1420. Dess första munkar och nunnor kom från Maribo kloster i Danmark. Klostret upplöstes 1563. Byggnaderna brändes av svenskarna 1635. Ruinen är belägen i orten Berg bei Neumarkt in der Oberpfalz.